# Lijst van kerken in Leeuwarden (stad)
Dit is een overzicht van kerken in de Nederlandse stad Leeuwarden, provincie Friesland.

## Lijst
| Kerk                                                                   | Adres                            | Wijk                        | Bouwjaar | Originele functie                                         | Huidige functie                                                                                   | Bijzonderheden | Foto |
| ---------------------------------------------------------------------- | -------------------------------- | --------------------------- | -------- | --------------------------------------------------------- | ------------------------------------------------------------------------------------------------- | --- | ---- |
| Grote of Jacobijnerkerk                                                | Jacobijnerkerkhof 95             | Binnenstad                  | 13e eeuw | Dominicanen                                               | Protestantse wijkgemeente de Jacobijner                                                           | Herbouwd in 15e eeuw. rijksmonument 24225                                                                         |      |
| Sint-Vituskathedraal (Oldehove)                                        | Oldehoofsterkerkhof 1            | Oldehove                    | 1533     | Rooms-Katholieke Kerk (tot 1580)                          |                                                                                                   | rijksmonument 24331                                                                                               |      |
| Sint-Mariakerk                                                         |                                  | Binnenstad                  | 12e eeuw | Rooms-Katholieke Kerk (tot 1580)                          | gesloopt in 1765                                                                                  | |      |
| Sint-Catharinakerk (Hoeksterkerk)                                      | Voorstreek 106                   | Binnenstad                  | 14e eeuw | Rooms-Katholieke Kerk (tot 1580)                          | gesloopt in 1834 (alleen noordmuur nog aanwezig)                                                  | |      |
| Galileërkerk                                                           | Tweebaksmarkt                    | Binnenstad                  | 15e eeuw | Franciscanen                                              | Gesloopt in 1940                                                                                  | Bouwfragmenten bevinden zich in het Fries Museum                                                                  |      |
| Dorpskerk                                                              | Dorp 67                          | Huizum                      | 12e eeuw | PKN                                                       | Cultereel centrum                                                                                 | rijksmonument 24511. Sinds 2013 eigendom van Stichting Alde Fryske Tsjerken                                       |      |
| Waalse kerk                                                            | Grote Kerkstraat 222             | Binnenstad                  | 1530     | Waalse kerk                                               |                                                                                                   | rijksmonument 24205                                                                                               |      |
| Westerkerk                                                             | Bagijnestraat 59                 | Binnenstad                  | 16e eeuw | Begijnenkerk                                              | theater (1991-2005) poppodium (2006-2015) ontwikkelingsplaats voor lokale podium kunst (va. 2019) | rijksmonument 24095                                                                                               |      |
| Evangelisch-Lutherse kerk                                              | Nieuwe Oosterstraat 30           | Binnenstad                  | 1681     | Evangelisch-Luthers                                       | PKN sinds 2004                                                                                    | rijksmonument 24281                                                                                               |      |
| Doopsgezinde kerk                                                      | Wirdumerdijk 18                  | Binnenstad                  | 1760     | Doopsgezinden                                             |                                                                                                   | rijksmonument 24478                                                                                               |      |
| Galileakapel                                                           | Droevendal 9                     | Hoek                        | 1850     | Hervormde Kerk                                            | De Christengemeenschap                                                                            | In 1987 gerenoveerd                                                                                               |      |
| Sint-Dominicuskerk                                                     | Speelmansstraat                  | Binnenstad                  | 1850     | Rooms-Katholieke Kerk                                     | gesloopt in 1937                                                                                  | Architect Theo Molkenboer                                                                                         |      |
| Sint-Bonifatiuskerk                                                    | Bonifatiusplein 20               | Binnenstad                  | 1884     | Rooms-Katholieke Kerk                                     |                                                                                                   | Architect P.J.H. Cuypers. rijksmonument 24436                                                                     |      |
| Noorderkerk                                                            | Grote Kerkstraat 31B             | Binnenstad                  | 1889     | Gereformeerde Kerk                                        | Sinds 1998 eigendom van de Fryske Akademy                                                         | Architect W.C. de Groot                                                                                           |      |
| Vrije Evangelische kerk                                                | Molenpad 5 / Zuidvliet 14        | Molenpad                    | 1915     | Vrije Evangelische Gemeenten                              |                                                                                                   | |      |
| Koepelkerk                                                             | Vredeman de Vriesstraat 24a      | Molenpad                    | 1923     | Gereformeerde Kerk                                        | sinds 2015 Koepeltheater                                                                          | rijksmonument 520002                                                                                              |      |
| Schranskerk                                                            | Schrans 92                       | Huizum-West                 | 1910     | Gereformeerde Kerk                                        | bedrijvencentrum                                                                                  | |      |
| Oosterkerk                                                             | Hoeksterpad                      | Hoek                        | 1910     | Gereformeerde Kerk                                        | gesloopt in 1981                                                                                  | Tjeerd Kuipers |      |
| Bethelkerk (Wijbrand de Geeststraat)                                   | Wijbrand de Geeststraat 20       | Molenpad                    | 1911     | Christelijke Gereformeerde Kerken                         | Buiten gebruik sinds 1986. Verbouwd tot appartementen                                             | |      |
| Kapel Pniël                                                            | Carel Fabritiusstraat 31         | Huizum-West                 | 1925     | Pinksterbeweging Elim, Nederlands Hervormde Evangelisatie | Buiten gebruik sinds 2011                                                                         | Hero Feddema & Zn                                                                                                 |      |
| Hersteld Apostolische Kerk                                             | 6e Vegelindwarsstraat 2          | Achter de Hoven             | 1908     | Hersteld Apostolische Gemeente                            | Buiten gebruik sinds 1933, gesloopt in 2003                                                       | |      |
| Nieuw-Apostolische Kerk                                                | Emmakade 1-bis                   | Molenpad                    | 1933     | Nieuw-Apostolische Kerk                                   |                                                                                                   | Het kerkgebouw is een gemeentelijk monument (nr. 73)                                                              |      |
| Baptistenkerk                                                          | M.H. Trompstraat 4a              | Zeeheldenbuurt              | 1934     | Baptistenkerk                                             | 1996 buiten gebruik. Café TrompTheater                                                            | |      |
| Sint Johannes de Doperkerk                                             | Agora 4                          | Huizum                      | 1934     | Rooms-Katholieke Kerk                                     | sinds 2008 bedrijvencentrum                                                                       | rijksmonument 519757                                                                                              |      |
| Sint-Dominicuskerk                                                     | Harlingerstraat 26               | Vosseparkwijk               | 1937     | Rooms-Katholieke Kerk                                     |                                                                                                   | Architect H.C.M. van Beers. rijksmonument 519834                                                                  |      |
| Pelikaankerk                                                           | Pelikaanstraat 10                | Vogelwijk                   | 1932     | Gereformeerde Kerk                                        | PKN                                                                                               | Architect Egbert Reitsma. rijksmonument 519894. Verkocht aan de Stichting Behoud Gereformeerd Erfgoed Leeuwarden. |      |
| Gereformeerde Kerk vrijgemaakt                                         | Carel van Manderstraat 12        | Hollanderwijk               | 1939     | Vereniging Vrijzinnig Hervormden                          | Gereformeerde Kerken vrijgemaakt                                                                  | Buiten gebruik sinds 2003. Zie de Morgenster.                                                                     |      |
| Parkkerk                                                               | Jan van Scorelstraat 76          | Huizum-West                 | 1955     | Gereformeerde Kerk                                        | Baptistenkerk                                                                                     | Architect S. Riddersma                                                                                            |      |
| Fenix                                                                  | Valeriusstraat 2                 | Valeriuskwartier            | 1964     | Gereformeerde Kerk                                        | gesloopt in 2018                                                                                  | Architect Bom en Ingwersen                                                                                        |      |
| Sint-Franciscuskerk (Uitzicht)                                         | Archipelweg 122                  | Heechterp                   | 1962     | Rooms-Katholieke Kerk                                     | Sinds 2004 Vergadering van gelovigen                                                              | Architect Herman van Wissen. Het kerkgebouw is een gemeentelijk monument                                          |      |
| Kurioskerk                                                             | Julianalaan 38                   | Huizum-West                 | 1964     | Hervormde Kerk                                            | PKN                                                                                               | Architect Jo Vegter                                                                                               |      |
| Opstandingskerk                                                        | Achter de Hoven 272              | Achter de Hoven             | 1960     | Hervormde Kerk                                            | Sinds 1995 de Volle Evangelie Gemeente.                                                           | architectenbureau Nielsen, Spruit en Van der Kuilen                                                               |      |
| Goede Herderkerk                                                       | Mr. P.J. Troelstraweg 49         | Sonnenborgh                 | 1954     | Nederlandse Hervormde Kerk                                | gesloopt in 2004. Appartementencomplex Herdershoven                                               | Architecten A.C. Nicolai & A.J. Feddema                                                                           |      |
| De Fontein (vh De Open Hof)                                            | Goudenregenstraat 77             | Oldegalileën & Bloemenbuurt | 1968     | PKN                                                       |                                                                                                   | |      |
| Adelaarkerk                                                            | De Jokse 17                      | Bilgaard                    | 1972     | Gereformeerde Kerk                                        | gesloopt in 2024                                                                                  | Op 20 mei 2012 laatste dienst                                                                                     |      |
| De Salvator (City Life Church)                                         | Archipelweg 133                  | Zamenhofpark                | 1962     | Gereformeerde Kerk                                        | Evangelische gemeenten, City Life Church                                                          | Architect E. Reitsma                                                                                              |      |
| Bethelkerk (Huizumerlaan)                                              | Huizumerlaan 102                 | Huizum                      | 1986     | Christelijke Gereformeerde Kerken                         |                                                                                                   | |      |
| Verenigingsgebouw, Galileërkapel, De Wijngaard, Ark of Covenant Church | Bleeklaan 119                    | Cambuursterpad              | 1929     |                                                           | Vrije Baptisten De Wijngaard, Ark of Covenant Church                                              | |      |
| Adventkerk                                                             | Dokkumertrekwei 41               | Bilgaard                    | 1980     | Zevendedagsadventisten                                    |                                                                                                   | |      |
| De Schakel                                                             | Havingastate 7                   | Camminghaburen              | 1993     | PKN                                                       |                                                                                                   | Architectenbureau Anne van der Meer                                                                               |      |
| Morgenster                                                             | Vrijheidsplein 1                 | Heechterp                   | 2004     | Gereformeerde Kerken vrijgemaakt                          | Nederlandse Gereformeerde Kerken sinds 2023                                                       | Architect Klaas Klamer                                                                                            |      |
| Oase                                                                   | Weideflora 142                   | Aldlân-West                 | 1976     | Gereformeerde Kerk                                        | Kerkgemeente Huizum-Oost                                                                          | |      |
| Bethel Pinksterkerk                                                    | Julianalaan 2                    | Huizum-West                 | 1950     | Houten noodschool (Fins)                                  | Bethel Pinksterkerk Nederland                                                                     | Het gebouw is sinds 2011 een gemeentelijk monument (nr. 220)                                                      |      |
| De Regenboog                                                           | De Hooidollen 17                 | Bilgaard                    | 1972     |                                                           | wijkgebouw                                                                                        | |      |
| Evangelisatiepost Leeuwarden                                           | Achter de Hoven 2c               | Tulpenburg                  |          | Herenhuis                                                 | Gereformeerde Gemeenten                                                                           | Sinds 1950 in gebruik als kerk                                                                                    |      |
| Koninkrijkszaal                                                        | Esdoornstraat 54                 |                             | 2008     | Jehova's getuigen                                         |                                                                                                   | |      |
| Kerk van Jezus Christus van de Heiligen der Laatste Dagen              | Sophialaan 3                     |                             |          | Kantoorgebouw                                             | Kerk van Jezus Christus van de Heiligen der Laatste Dagen                                         | |      |
| Evangelie Gemeente 'De Deur'                                           | Zwemmerstraat 10                 |                             | 2007     | De Deur                                                   |                                                                                                   | |      |
| Korpsgebouw Leger des Heils                                            | Wollegaastdam 1                  | Bilgaard                    | 2009     | Leger des Heils                                           |                                                                                                   | |      |
| Stadskerk De Wijngaard                                                 | Mr. P.J. Troelstraweg 147a       |                             |          | Bedrijfspand                                              | Vrije Baptisten De Wijngaard                                                                      | Sinds 2018 in gebruik als kerk                                                                                    |      |
| Verenigde Pinkstergemeente in Europa                                   | Zaailand 106, 8911 BN Leeuwarden |                             | 2025     | Zalencomplex                                              | Pinkstergemeente (Nederlands/Spaans)                                                              | Hier wordt een nieuwe gemeente geopend van VPGE.                                                                  |      |